# Scooby-Doo! Classic Creep Capers
 (octobre 2019).
Si vous disposez d'ouvrages ou d'articles de référence ou si vous connaissez des sites web de qualité traitant du thème abordé ici, merci de compléter l'article en donnant les références utiles à sa vérifiabilité et en les liant à la section « Notes et références ».
Scooby-Doo! Classic Creep Capers  est un jeu vidéo d'aventure sorti en 2000 et 2001 sur Nintendo 64 et Game Boy Color. Le jeu a été développé par Terraglyph Interactive Studios et édité par THQ.
Le jeu est basé sur les dessins animés Scooby-Doo.